# Giovanni Battista Rogeri
Giovanni Battista Rogeri, född omkring 1642, död omkring 1710, var en italiensk fiolbyggare.
Han lärde sig hantverket av Nicola Amati i Cremona och flyttade senare till Brescia. Rogeri, Gasparo da Salo och Giovanni Paolo Maggini anses som de största fiolbyggarna från Brescia.